# 昊天宗建
昊天 宗建（こうてん そうけん、生年不詳 - 正保元年（1644年））は、戦国時代、江戸時代の僧侶。
臨済宗龍潭寺五世住職。彦根の龍潭寺の創立者。

## 生涯
昊天は龍潭寺二世住職南渓瑞聞の弟子であり、井伊直虎の死後、井伊直政が小牧・長久手の戦いで先鋒として出陣する際に、南渓瑞聞から傑山宗俊とともに遣わされた。昊天は長刀の優れた人物であり、長久手にて池田恒興と森長可の両隊を討つことにより、直政は名をあげた。
1600年頃、龍潭寺四世・悦岫永怡より昊天の号を授かる。
直政の死後、遺命により佐和山に豪徳庵を建てた。
1611年、臨済宗本山妙心寺の九十七世住職となる。
1615年、彦根に弘徳山龍潭寺創建。開山として迎えられる。その後、井伊谷龍潭寺五世となる。

## 登場する作品
- おんな城主 直虎（2017年、NHK大河ドラマ、演：小松和重）[注釈 1]